# Rick Roberson
Rick Roberson (né le 7 juillet 1947 à Memphis, Tennessee) est un ancien joueur professionnel américain de basket-ball ayant évolué aux postes d'ailier fort ou de pivot.
Après avoir passé sa carrière universitaire dans l'équipe des Bearcats de Cincinnati, il a été drafté en 15e position par les Lakers de Los Angeles lors de la Draft 1969 de la NBA.